# Конские Раздоры
Ко́нские Раздо́ры (укр. Кінські Роздори) — село, Конско-Раздоровский сельский совет, Пологовский район, Запорожская область, Украина.
Код КОАТУУ — 2324282401. Население по переписи 2001 года составляло 3113 человек.
Является административным центром Конско-Раздоровского сельского совета, в который, кроме того, входят село Лозовое и посёлок Магедово.

## Географическое положение
Село Конские Раздоры находится на берегах рек Сухая Конка и Мокрая Конка в месте их слияния, ниже по течению на расстоянии в 1 км расположено село Воскресенка. Через село проходят автомобильная дорога Т-0803 и Т-0815.

## Топографические карты
- Лист карты L-37-13 Пологи. Масштаб: 1 : 100 000. Состояние местности на 1990 год. Издание 1992 г.

## История
- На окраинах села находится множество курганов, в которых раскопаны остатки погребений скифо-сарматского времени (II в. до н. э.— II в. н. э.).
- 1771 год — дата основания.

## Экономика
- Кирпичный завод.
- ФХ «Натали»
- ООО «Батькивщина»

## Объекты социальной сферы
- Школа I ст.
- Школа I—III ст.
- Клуб.
- Дом культуры.
- Сельская больница.

## Достопримечательности
- Братская могила 267 советских воинов.

## Известные люди
- Мерешко Лука Степанович (1914—1975) — Герой Советского Союза, родился в селе Конские Раздоры.

## Религия
- Спасо-Преображенский храм. Построен в 1913 году.